# Dick Grayson

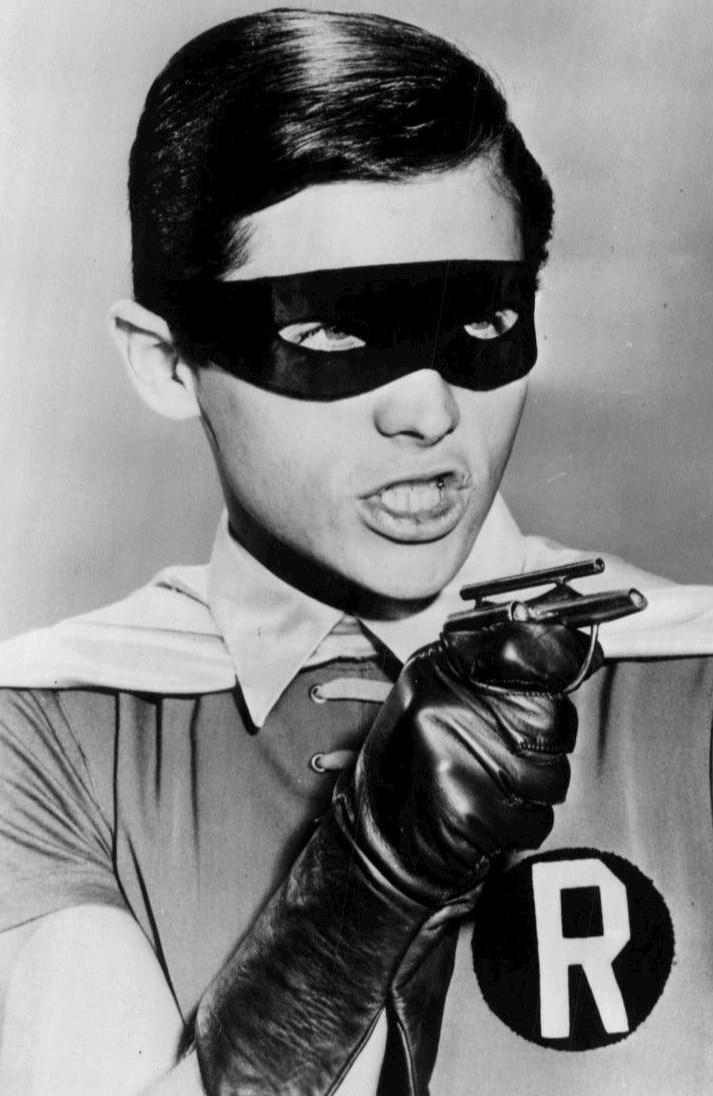
Burt Ward Robin

Richard John "Dick" Grayson kitalált szereplő, szuperhős a DC Comics képregényeiben. A karaktert Bob Kane, Bill Finger írók és Jerry Robinson rajzoló alkotta meg. Első megjelenése a Detective Comics 38. számában volt, 1940 áprilisában. Ő volt az első szereplő, aki Robin néven Batman segédje lett.
Dick és szülei egy cirkuszban dolgoztak akrobataként, mikor egy maffia főnök pénzt akart kizsarolni a fiú szüleiből, melybe nem mentek bele, azért megölték őket, a gyilkosságot balesetnek beállítva. A tragédia után a fiút Bruce Wayne, vagyis Batman vette gyámságba. Bruce ezek után társának fogadja, így Dick Robin néven kezd hősködni. A DC világában sokan gondolják úgy, hogy Batman Robinnal törődik a legtöbbet.
Minél idősebb lett, egyre több időt töltött a Tini titánok nevű csapattal, mint a csapat vezetője, majd elköltözött Gothamből és felvette az Éjszárny nevet. A név először az 1984-ben készült Tales of the Teen Titans #44-ben hangzott el, mely képregényt Marv Wolfman írt és George Pérez rajzolt. Dick továbbra is a titánok vezetője maradt, majd később a Kívülállók csapatot is vezette. Az első sorozatának (1996-2009) első számában a Blüdhaven nevű városnak lesz a hőse. A város pusztulása után New Yorkban folytatja tovább bűnüldözői tevékenységét.
Dick több alkalommal is vette át Batman szerepét. A Batman: Knightfall történetben Grayson vált Batmanné, miközben az eredeti sötét lovag éppen felépülőben volt a háttöréséből, melyet Bane okozott. Beugrója nem tartott sokáig, azonban a Zero Hour eseményei után szintén átvette a sötét lovag szerepét, kezdve a Robin #0 (1994), szerepe pedig egészen a Batman: Prodigal (1995) történetig tartott. Dick később még a Batman: Nyugodjék békében (2008), valamint a Final Crisis (2008-2009) történetek eseményeik után vállalta ismét magára Batman jelmezét. Batmanként ismét Gothamba költözik, miután azt hiszi, hogy mentora meghalt. Ezek után Damian Wayne-t. Batman fiát veszi szárnyai alá Robinként. Miután Bruce visszatért, mind a két személy fenntartotta Batman identitását, egészen 2011-ig, mikor is elkezdődött az Új 52, melyben Dick ismét Éjszárnyként tevékenykedett. Egy 2014-es történetben feladta identitását, mivel élő adásban leplezték le, majd rendezték meg a halálát. Dick csak két évvel később vette magára ismét a jelmezt a Rebirth cselekményében, mely máig tart.
A legtöbb, a képregényen alapuló televíziósorozatban és filmben Dick Grayson jelenik meg Robinként Batman oldalán. Graysont az 1960-as években futó Batman sorozatban Burt Ward alakította. Az 1995-ös Mindörökké Batman, valamint az 1997-es Batman és Robin című filmekben Chris O’Donnell személyesítette meg. A 2018 óta futó Titánok című Netflix sorozatban Brenton Thwaites alakítja.